# Villiers-le-Roux
Villiers-le-Roux is een gemeente in het Franse departement Charente (regio Nouvelle-Aquitaine) en telt 117 inwoners (2009). De plaats maakt deel uit van het arrondissement Confolens.

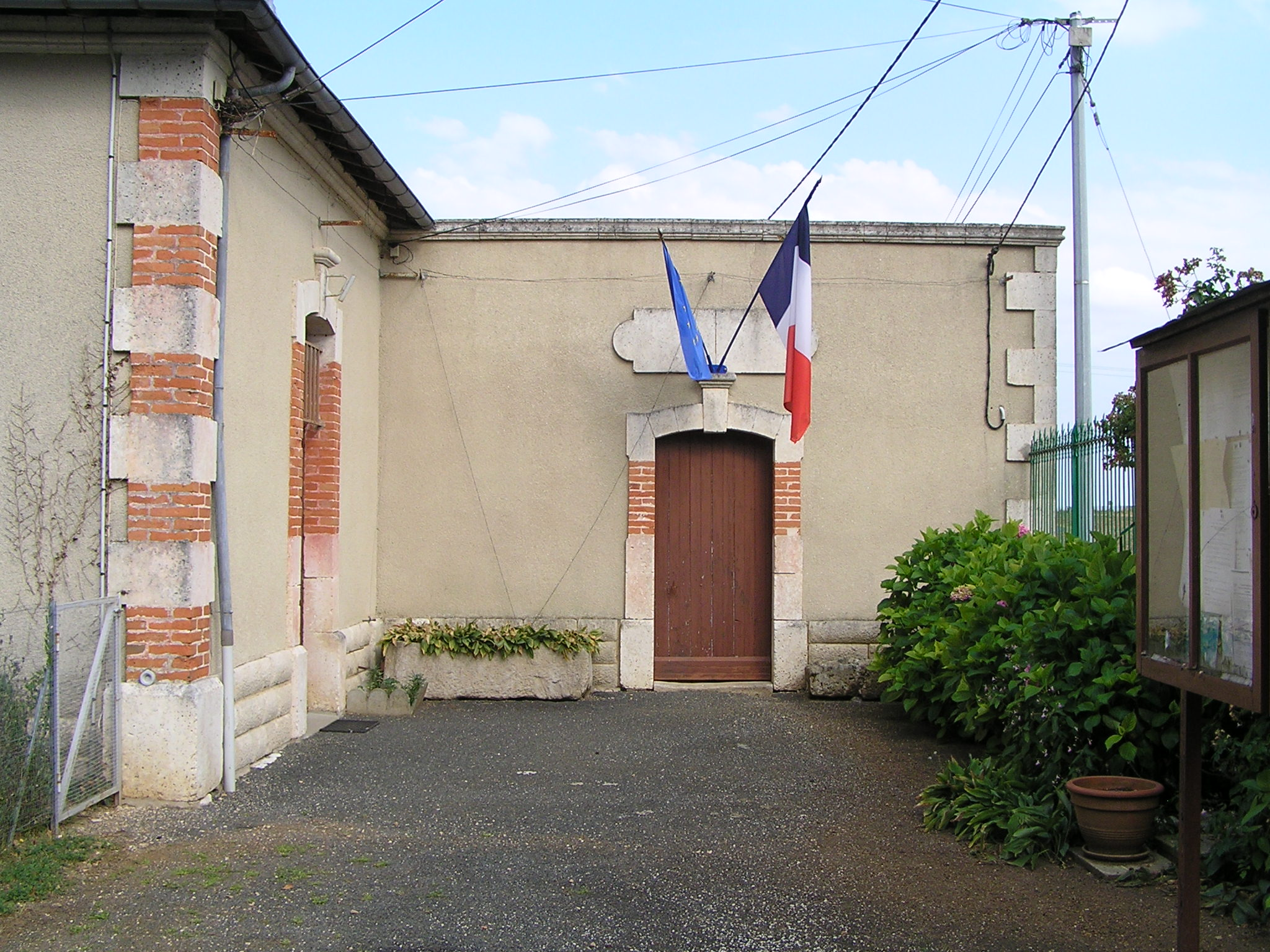
Gemeentehuis
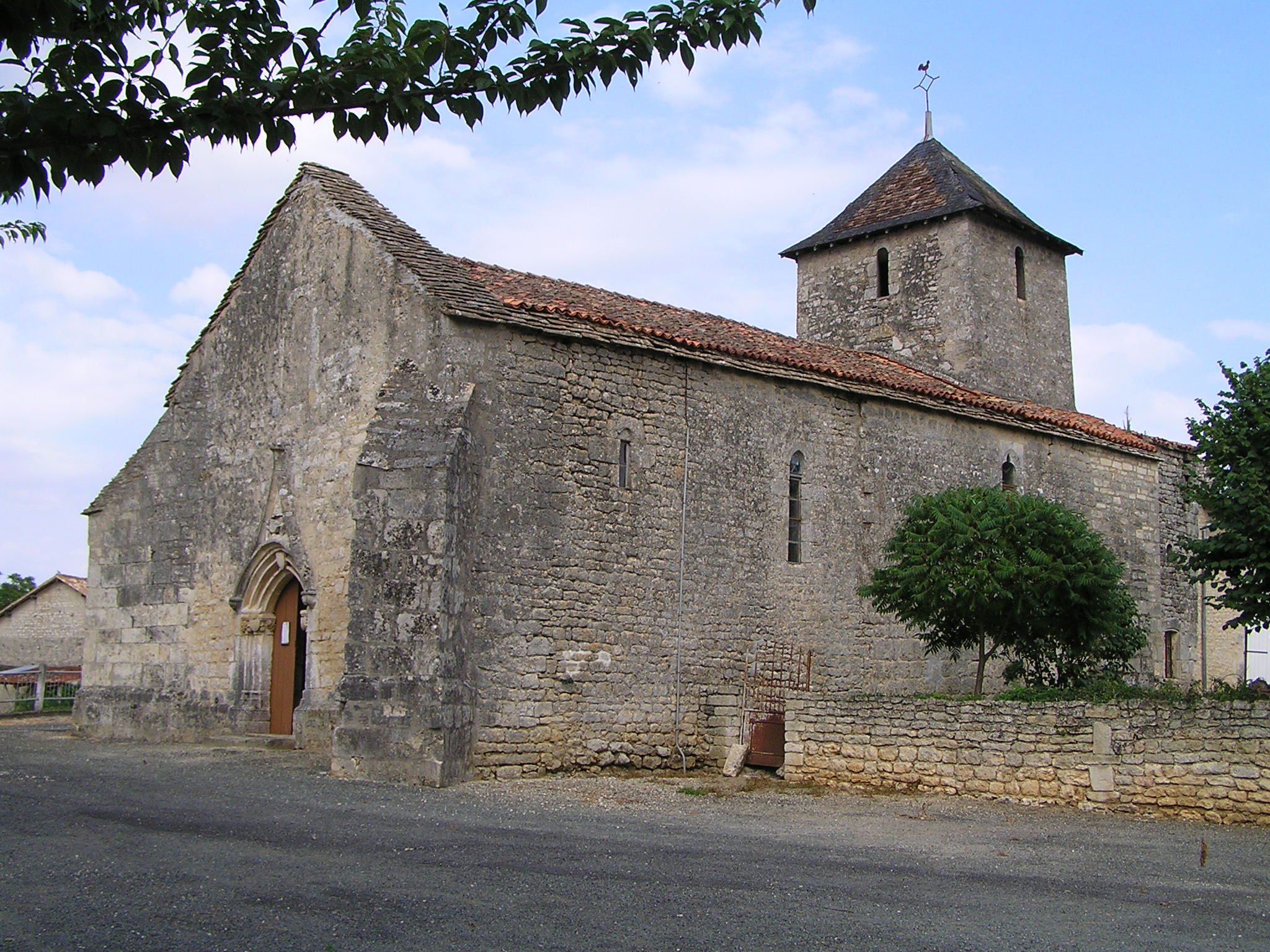
Kerk in Villiers-le-Roux

## Geografie
De oppervlakte van Villiers-le-Roux bedraagt 4,9 km², de bevolkingsdichtheid is dus 23,9 inwoners per km².
De onderstaande kaart toont de ligging van Villiers-le-Roux met de belangrijkste infrastructuur en aangrenzende gemeenten.

## Demografie
Onderstaande figuur toont het verloop van het inwonertal (bron: INSEE-tellingen).